# Valença do Piauí (microregio)
Valença do Piauí is een van de 15 microregio's van de Braziliaanse deelstaat Piauí. Zij ligt in de mesoregio Centro-Norte Piauiense en grenst aan de microregio's Campo Maior, Médio Parnaíba Piauiense, Picos, Pio IX, Sertão de Crateús (CE), Sertão de Inhamuns (CE) en Teresina. De microregio heeft een oppervlakte van ca. 13.424 km². In 2006 werd het inwoneraantal geschat op 107.383.
Veertien gemeenten behoren tot deze microregio:
- Aroazes
- Barra d'Alcântara
- Elesbão Veloso
- Francinópolis
- Inhuma
- Lagoa do Sítio
- Novo Oriente do Piauí
- Pimenteiras
- Prata do Piauí
- Santa Cruz dos Milagres
- São Félix do Piauí
- São Miguel da Baixa Grande
- Várzea Grande
- Valença do Piauí

Mesoregio's: Centro-Norte Piauiense · Norte Piauiense · Sudeste Piauiense · Sudoeste Piauiense

Microregio's: Alto Médio Canindé · Alto Médio Gurguéia · Alto Parnaíba Piauiense · Baixo Parnaíba Piauiense · Bertolínia · Campo Maior · Chapadas do Extremo Sul Piauiense · Floriano · Litoral Piauiense · Médio Parnaíba Piauiense · Picos · Pio IX · São Raimundo Nonato · Teresina · Valença do Piauí